# Cedusa febora
Cedusa febora är en insektsart som beskrevs av Kramer 1986. Cedusa febora ingår i släktet Cedusa och familjen Derbidae. Inga underarter finns listade i Catalogue of Life.